# 맨 프롬 어스
《맨 프롬 어스》(영어: The Man from Earth)는 미국의 2007년 SF 드라마 영화이다. 제롬 빅스비가 각본을, 리처드 솅크먼이 감독을 맡았다. 빅스비는 1960년대 초에 대본을 착상했으며 1998년 4월 임종 자리에서 이를 완성했다.
데이비드 리 스미스가 재직 중이던 대학을 떠나면서 동료 교수들에게 본인이 실은 남몰래 14,000년 이상 생존해 온 후기 구석기 시대 혈거인(마들렌기 크로마뇽인)이라고 주장하는 존 올드먼 역을 맡았다. 영화 전반의 배경은 송별회가 열리는 장소인 올드먼의 집과 그 주변이며, 영화는 거의 전적으로 대화로 구성돼 있다. 서사는 올드먼과 그의 동료 교수진들 간의 지적 논쟁을 통해 전개된다.
이 영화는 인터넷 P2P 네트워크를 통해 널리 배포되면서 더욱 잘 알려지게 되었다. 솅크먼은 2012년 이 영화를 공연용 희곡으로 개작하였다.
2017년 속편 《맨 프롬 어스 2: 홀로신》(The Man from Earth: Holocene)이 공개되었다.

## 출연진
- 데이비드 리 스미스 - 존 올드먼 역
- 토니 토드 - 댄 역
- 존 빌링즐리 - 해리 역
- 엘런 크로퍼드 - 이디스 역
- 애니카 피터슨 - 샌디 역
- 윌리엄 캣 - 아트 젱킨스 역
- 알렉시스 소프 - 린다 머피 역
- 리처드 릴리 - 윌 그루버 박사 역
- 로비 브라이언 - 경찰관 역

## 연극
2012년 감독 리처드 솅크먼은 이 영화를 연극으로 개작하여 긍정적인 평가를 받았다.